# Ziziphus trinervia
Ziziphus trinervia är en brakvedsväxtart som först beskrevs av Antonio José Cavanilles, och fick sitt nu gällande namn av Jean Louis Marie Poiret. Ziziphus trinervia ingår i släktet Ziziphus och familjen brakvedsväxter. Inga underarter finns listade i Catalogue of Life.